# Volker Strycek

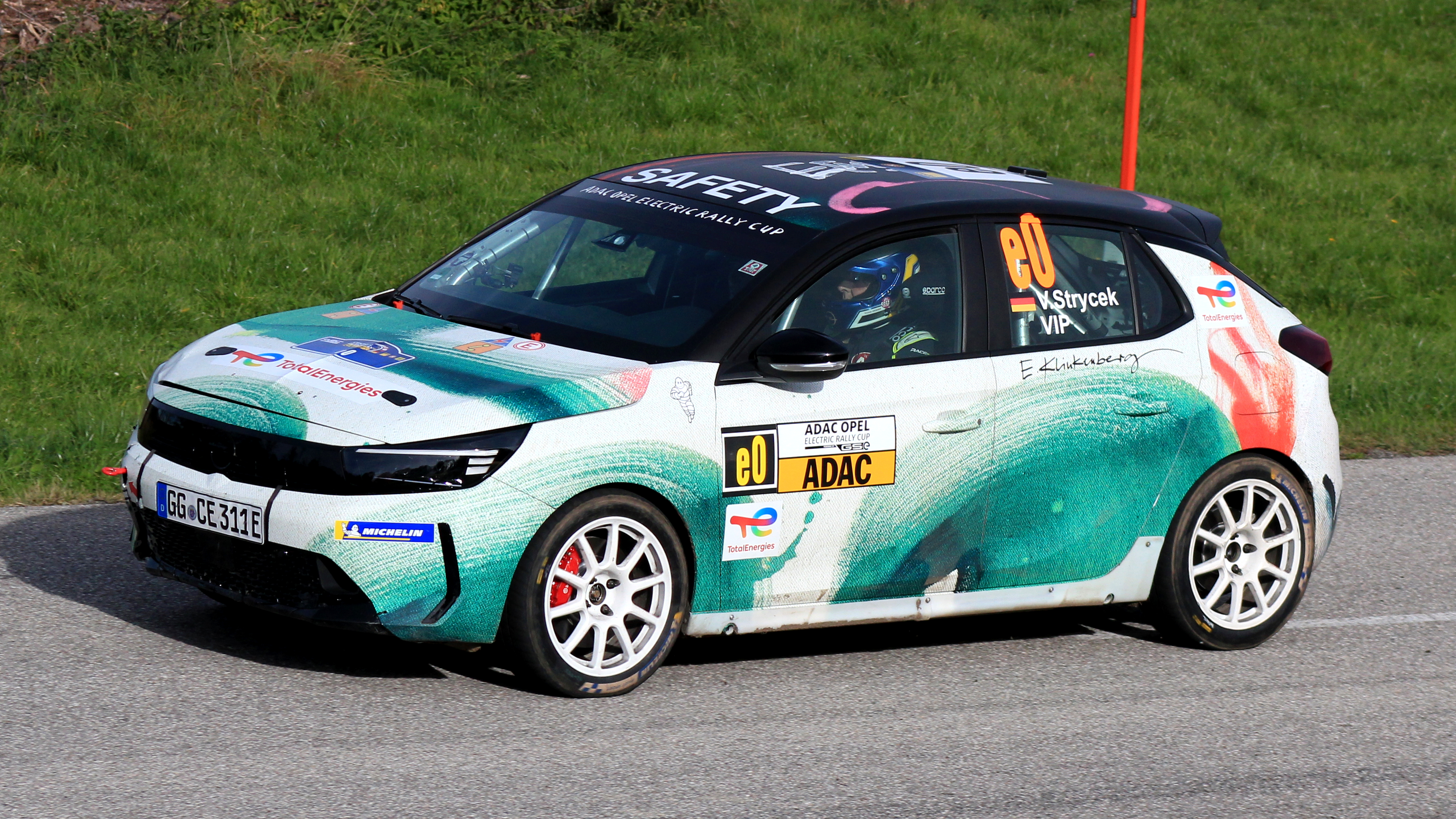
Volker Strycek beim e-Rallye-Cup 2023

Volker Strycek (* 13. Oktober 1957 in Essen) ist ein ehemaliger deutscher Automobilrennfahrer und Manager.

## Karriere
Volker Strycek startete seine Karriere 1976 im Renault 5. Strycek  gewann im Jahr 1984 auf einem BMW 635 CSi die Deutsche Tourenwagen-Meisterschaft (DTM, damals jedoch noch Deutsche Produktionswagen-Meisterschaft), ohne dabei einen Laufsieg zu erzielen. Er blieb auch sieglos, als er von 1989 bis 1996 für Opel in der DTM fuhr.
Strycek wurde, nach dem Ende der alten DTM, Manager bei Opel. Einen DTM-Calibra setzte er 1999 auf der Nürburgring-Nordschleife ein, wo er ab 2002 testweise auch einen damals aktuellen DTM-Opel Astra an den Start brachte. Mit diesen ansonsten dort nicht eingesetzten Fahrzeugen erzielt er Rundenrekorde und bewies deren Tauglichkeit für diese unebene Strecke. Dies führte in den Folgejahren zur Teilnahme von Opel sowie von Werksteams von Audi und BMW. 2003 gewann er gemeinsam mit Manuel Reuter, Timo Scheider und Marcel Tiemann das 24-Stunden-Rennen auf dem Nürburgring mit dem DTM-Opel Astra V8 Coupé.
2004 wurde dort die seinerzeit beste Rundenzeit erzielt. Er war auch danach auf verschiedenen Fahrzeugen aus dem General-Motors-Konzern auf der Nordschleife aktiv, u. a. am Lenkrad des Opel Manta von Kissling Motorsport (Team-Ende 2019). 2023 war Strycek beim 24-Stunden-Rennen am Nürburgring wieder Fahrer des Opel Manta. Den Opel Corsa-e Rally hat er mitentwickelt.
Seit 1998 ist er Geschäftsführer des Opel Performance Centers (OPC) und Opel-Sportchef. Seit 2006 lehrt er an der Technischen Universität Berlin. Mit 49 Jahren übernahm er im Juni 2007 das Amt des AvD-Sportpräsidenten.

## Sonstiges
Strycek ist verheiratet und Vater zweier Kinder, Tochter Lena und Sohn Robin. Zusammen fuhren alle drei 2016 und 2017 im Opel Astra J OPC Cup, 2018 im Rahmen der VLN Langstreckenmeisterschaft Nürburgring errangen sie den Sieg in der SP3T-Klasse. Für Tochter Lena war es der zehnte Klassensieg, für Volker Strycek sogar der Hundertste Klassensieg. Nach Ralf Schall mit 102 Klassensiegen ist er damit aktuell der erfolgreichste VLN-Pilot.